# 으쌰으쌰 우비소년
《으쌰으쌰 우비소년》은 영국의 BBC키즈와 미국의 PBS키즈, 대한민국의 인츠닷컴과 로이비쥬얼이 공동 제작한 플래시 애니메이션으로 내용의 특성 상 어린이보다는 청소년과 성인을 대상으로 맞춰져 있다. 2000년 12월 20일부터 공식 사이트를 통해서 상영되었다. 이후, 2003년 3월 26일부터 2003년 4월 24일까지 SBS를 통해 방송되었는데, 방송 심의에 관한 규정을 지키기 위해 일부 대사를 수정하였으며, 몇몇 장면들은 방송되지 않았다. 후에 이 작품을 바탕으로 어린이 대상 TV 애니메이션이 두 차례에 걸쳐서 제작되었다.

## 등장 인물
성우는 양정화와 최준영이 등장 인물들의 성별에 따라 나누어 담당하였다.
- 우비소년

항상 노란 우비를 입고 다니는 주근깨 소년. 우거지 맨션으로 이사 와 신입이라는 이유로 초반엔 왕따를 당하지만 그 특유의 낙천적임과 성격으로 인해 후에 문제없이 잘 지내게 된다. 별명은 엘비수가 붙인 '노랑 대가리'이다. 엘비수에게는 자주 눈엣 가시같은 존재가 되지만, 그렇더라도 다른 사람들과는 꽤나 친하다. 특히 가장 친한 친구는 뱃살공주.
- 뱃살공주

우거지 맨션에 거주하고 있는 뚱뚱한 소녀. 우거지 맨션 내에서 인기가 너무나도 많다. 우비소년이 이사 오는 길에 처음으로 만난 맨션 주민이다. 우비소년만큼 낙천적이라서 항상 살아가는 데 걱정거리가 없다. 먹는 걸 무척이나 좋아하고, 음악 그룹 god의 팬이다.
- 엘비수

우거지 맨션에 거주하고 있는 건달. 이름은 엘비스 프레슬리에서 따왔다. 오토바이를 몰고 다니다가 우비소년 때문에 나무에 부딪힌 걸 시작으로 우비소년에게 상당한 앙심을 품고 있는 라이벌 관계이다. 하지만 대체로 맨션에서 귀찮은 일들을 우비소년과 짝을 지어 하게 되는 경우가 많다.
- 뻥도사[4]

우거지 맨션의 집주인이다. 주민들이 무서워하는 늙은 노인이지만, 노인답지 않은 욕심과 성깔, 그리고 허풍이 무척이나 심하다. 자주 우비소년에게 넘어가는 일이 많다.
- 오타군

우거지 맨션에 거주하고 있는 안경 쓴 음침한 남자. 항상 공부하고 있으며, 손재주도 좋고 영리하지만, 뭔가 완벽하지 않으면 끝까지 물고 늘어진다. 항상 뭔가에 집착하는 성격을 보아서 이름의 어원은 오타쿠로 추정된다. 우비소년이 처음 입주했을 때도 상냥히 대했다.
- 빠다킹[5]

우거지 맨션에 거주하고 있는 정말로 느끼한 파란머리의 안경 쓴 남자. 말투나 행동이 너무나도 느끼해서 이름의 유래는 빠다(버터)이다. 우비소년과도 잘 의기투합하는데 문제는 빠다킹의 모든 행동 자체가 빠떼루에게 미움을 사고 있어 항상 빠떼루에게 얻어 맞는다.
- 빠떼루[4]

우거지 맨션에 거주하고 있는 덩치가 크고 천하장사인 여자. 포악하고 항상 힘을 휘둘러 댄다. 빠다킹을 너무나도 싫어하고 있다.
- 미자[4]

우거지 맨션에 거주하고 있는 여자. 허영 덩어리에다가 전형적인 된장녀의 기질을 가지고 있다. 천박한 걸 싫어하며, 우거지 맨션에서 인기 폭발인 뱃살공주를 질투하고 있는 모습이 보인다. 항상 화장을 덕지덕지 하고 있으며, 겉 모습을 꾸미는 데 항상 힘을 쓴다.
- 뺙이[4]

우비소년이 키우는 병아리이자 친구이다. 원래는 밤 중에 털 빠진 채로 우거지 맨션에 몰래 들어와서 우비소년의 옷을 잘라 자신이 입어 노란 몸을 가지고 있다. 그 자리에서 우비소년의 방귀로 기절한 후, 우비소년과 함께 살게 된다. 병아리답지 않게 깡패 같은 성격을 가지고 있으며, 항상 담배를 피워대는 골초이다. 때문에 뭘더가 이 뺙이를 연구하고자 했었다.
- 뭘더[4]

항상 우비소년 플래시에서 나타나 뭔가를 해설한다. 뭘더가 나올 때는 엑스파일의 배경음이 흐른다. 자주 나와서 우비소년이나 시청자들에게 잔소리를 해댄다. 캐릭터는 엑스파일의 멀더에서 따온 것으로, 뺙이를 이상하게 여기며 연구하고자 한다.

## 회차

### 2003년
| 인터넷 회차 | TV 회차 | 방송일   | 부제                                 | 비고   |
| ----------- | ------- | -------- | ------------------------------------ | ------ |
| 1화         | 1화     | 3월 26일 | 여기가 저기냐                        |        |
| 2화         | -       | 미방영   | 노랑 대가리                          |        |
| 3화         | -       | 미방영   | 뭘 더 바라                           |        |
| 4화         | 2화     | 3월 27일 | 오타 군 오타 군                      |        |
| 5화         | 2화     | 3월 27일 | 그녀를 바라보기만 해도 알 수 있는 것 |        |
| 6화         | -       | 미방영   | 빠떼루 대 빠다킹                     |        |
| 7화         | -       | 미방영   | 외전 - 지구 평화의 그날까지          |        |
| 8화         | 4화     | 3월 31일 | 스피드왕 우비                        |        |
| 9화         | 4화     | 3월 31일 | 스피드왕 우비                        |        |
| 10화        | 5화     | 4월 1일  | 스피드왕 우비                        |        |
| 11화        | 5화     | 4월 1일  | 스피드왕 우비                        |        |
| 12화        | 3화     | 3월 28일 | 새 친구                              |        |
| 13화        | 3화     | 3월 28일 | 날아라 병아리                        |        |
| 14화        | 6화     | 4월 2일  | 돈나무의 전설                        |        |
| 15화        | 7화     | 4월 3일  | 우거지 파크                          | [ 6 ]  |
| 16화        | 9화     | 4월 7일  | 뭘더의 엑스파일                      |        |
| 17화        | 9화     | 4월 7일  | 소화불량                             |        |
| 18화        | 6화     | 4월 2일  | 청춘을 돌려다오                      |        |
| 19화        | 7화     | 4월 3일  | 인정사정 볼 것 없는 친구             | [ 7 ]  |
| 20화        | 8화     | 4월 4일  | 퀴즈의 달인                          |        |
| 21화        | 8화     | 4월 4일  | 위기일발의 우비와 엘비수             |        |
| 22화        | 10화    | 4월 8일  | 긴급특명 뱃살공주를 구하라           | [ 8 ]  |
| 23화        | 10화    | 4월 8일  | 긴급특명 뱃살공주를 구하라           | [ 8 ]  |
| 24화        | 11화    | 4월 9일  | 긴급특명 뱃살공주를 구하라           |        |
| 25화        | 11화    | 4월 9일  | 긴급특명 뱃살공주를 구하라           |        |
| 26화        | 12화    | 4월 10일 | 개같은 날의 오후                     |        |
| 27화        | 12화    | 4월 10일 | 개같은 날의 오후                     |        |
| 28화        | 13화    | 4월 11일 | 소원                                 |        |
| 29화        | 13화    | 4월 11일 | 소원                                 |        |
| 30화        | 14화    | 4월 14일 | 오타 군의 가을동화                   |        |
| 31화        | 14화    | 4월 14일 | 오타 군의 가을동화                   |        |
| 32화        | 15화    | 4월 15일 | 오타 군의 가을동화                   |        |
| 33화        | 15화    | 4월 15일 | 오타 군의 가을동화                   |        |
| 34화        | -       | 미방영   | 우비소년 촬영현장을 가다             |        |
| 35화        | 16화    | 4월 16일 | 뭘더의 디 엑스파일스                 |        |
| 36화        | -       | 미방영   | SBS 개그맨 소개                      | [ 9 ]  |
| 37화        | 16화    | 4월 16일 | 뭘더의 디 엑스파일스                 | [ 10 ] |
| 38화        | 17화    | 4월 17일 | 뭘더의 디 엑스파일스                 |        |
| 39화        | 17화    | 4월 17일 | 뭘더의 디 엑스파일스                 |        |
| 40화        | 18화    | 4월 18일 | 뻥 도사의 세뱃돈                     |        |
| 41화        | 18화    | 4월 18일 | 뻥 도사의 세뱃돈                     |        |
| 42화        | 19화    | 4월 21일 | 뱃살공주의 겨울 이야기               |        |
| 43화        | 20화    | 4월 22일 | 뱃살공주의 겨울 이야기               |        |
| 44화        | 20화    | 4월 22일 | 뱃살공주의 겨울 이야기               |        |
| 45화        | 21화    | 4월 23일 | 맨션 인 블랙                         |        |
| 46화        | 21화    | 4월 23일 | 맨션 인 블랙                         |        |
| 47화        | 22화    | 4월 24일 | 맨션 인 블랙                         |        |
| 48화        | 22화    | 4월 24일 | 맨션 인 블랙                         |        |
| 49화        | -       | 미방영   | CF 패러디                            | [ 11 ] |

## 같이 보기
- 내 친구 우비소년 : 후속작.